# Struikhaas
De struikhaas (Lepus saxatilis)  is een zoogdier uit de familie van de hazen en konijnen (Leporidae). De wetenschappelijke naam van de soort werd voor het eerst geldig gepubliceerd door F. Cuvier in 1823.